# Costa Concordia
El Costa Concordia era un vaixell de creuers italià, construït per Fincantieri Sestri Ponente, que pertanyia a la companyia Costa Cruises. El seu nom de Concòrdia intentava expressar la voluntat de continuar l'harmonia i unitat entre les nacions europees".
Té una llargada de 290,20 metres i l'amplada de 35 m. Per tant, era més gran que el Titanic (que feia 269,1 m de llarg i 28 m d'ample).
Aquest era el primer vaixell de la classe Concordia, construït per un preu aproximatiu d'uns 450 milions d'euros
i tenia com a germans els vaixells Costa Serena, Costa Pacifica, Costa Favolosa, Costa Fascinosa i Carnival Splendor. El Costa Concordia va entrar en servei el juliol de 2006.

## Construcció
Es va encarregar el 19 de gener de 2004, quedant registrat com a única referència com el casc nombre 6122. En el moment de botar a Sestri Ponent prop de Gènova, el 2 de setembre de 2005, era el creuer italià més gran. Es va lliurar oficialment a Costa creuers el 30 de juny de 2006.

## Descripció
El  Costa Concòrdia  tenia una eslora de 290,20 m, una mànega de 35,50 mi un calat de 18,20 m. Es propulsava amb sis motors dièsel Wärtsilä de 75 600 kW, que li permetien aconseguir una velocitat de 19,6 nusos.

## Capacitats
El  Costa Concòrdia  disposava de 1500 cabines, de les quals 505 tenien terrasses privades i 55 amb accés directe al Samsara Spa, 58 suites tenien terrassa privada i 12 accés directe a l'spa. El  Costa Concòrdia  disposava d'una de les majors àrees d'exercici embarcades, el Samsara Spa, un gimnàs de dos pisos i convert de 6000 m², amb gimnàs, piscina de talassoteràpia, sauna, bany turc i solàrium. El vaixell disposava de quatre piscines, dues amb coberta retràctil, cinc jacuzzis, cinc spas i una pantalla al costat de la piscina de la terrassa.
Hi havia cinc restaurants a bord, el  Club Concòrdia  i el  Samsara  només acceptaven reserves per dinar. Disposava de tretze bars, inclòs el  cigar and cognac bar  i el  coffee and xocolata bar .
Les opcions d'entreteniment incloïen un teatre de tres pisos, casino i discoteca. Hi havia una àrea infantil equipada amb productes PlayStation. El vaixell disposava d'un simulador de Gran Premi motor racing i Cibercafè.

## Accident de 2008
El 24 de novembre de 2008 va tenir un accident al port de Palerm. Mentre es trobava maniobrant per atracar, una forta ràfega de vent el va fer picar contra un moll flotant amarrat al port, danyant la banda d'estribord del vaixell. El dany va ser reparat parcialment en aproximadament 10 hores, per poder continuar el creuer. Durant les següents parades es van completar les reparacions.

## Accident de 2012

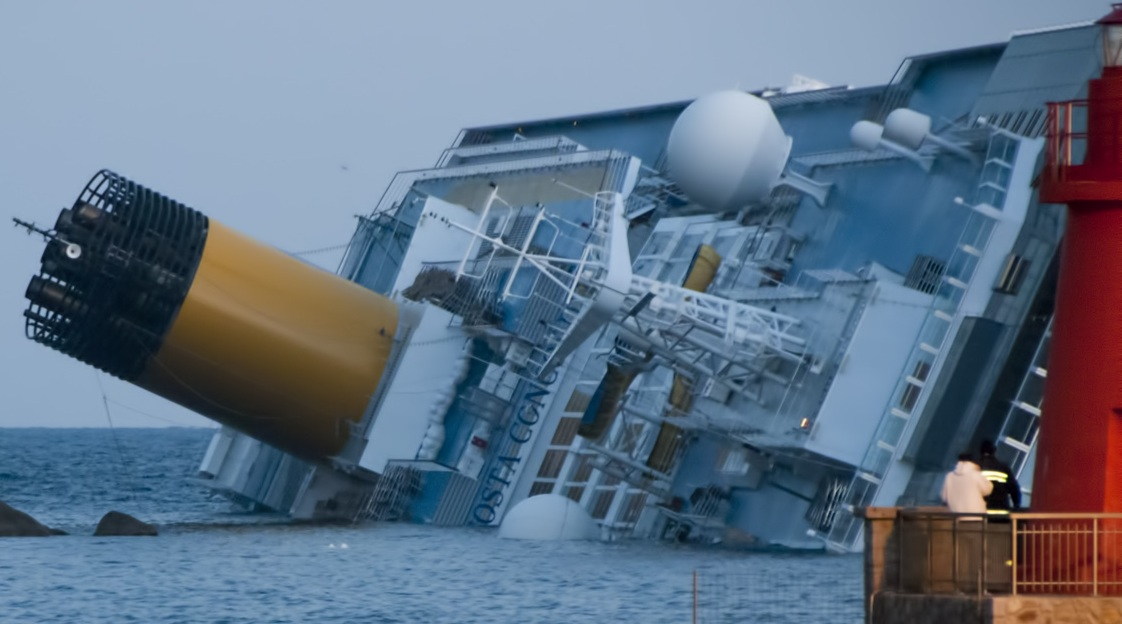
Naufragi del Costa Concordia

El 13 de gener de 2012 naufragà davant l'illa del Giglio (Itàlia). A les 21:20, patí un xoc amb un escull a uns 500 metres del port de l'illa del Giglio que causà una esquerda de 70 metres de llarg al casc del buc. El vaixell s'inundà parcialment i quedà embarrancat en un banc de sorra de sota l'aigua, amb una inclinació de 70º. Es procedí a l'evacuació, que fou força dificultosa atesa la posició en què havia quedat el vaixell. L'endemà al matí encara se'n rescataren passatgers amb vida. Els primers informes deien que hi havia hagut cinc persones mortes, 42 ferits i 17 desapareguts, i el recompte final fou de 32 morts.
Les pèrdues econòmiques es calculen al voltant als 93 milions de dòlars, desconeixent encara si es pot considerar el vaixell completament perdut. El 16 de gener, l'empresa holandesa Smit va començar les tasques d'extracció del combustible del vaixell per evitar el vessament, estimant-se que seran necessàries tres setmanes per a l'extracció de les 2380 tones de combustible que portava.
Investigacions dutes a terme demostren que el capità que governava el vaixell, Francesco Schettino va abandonar el vaixell entre els primers i va enganyar al comandant del port de l'illa de Giglio.

## Rescat del Costa Concordia de 2013
Al Maig del 2012 es va anunciar l'inici de les operacions per a reflotar el vaixell embarrancat per part del consorci italo-americà Titan-Micoperi. El pressupost inicial del projecte era d'uns 236 milions d'euros però va acabar pujant fins a la xifra a 300 milions d'euros.
Al mes de Setembre, es van iniciar les tasques de reflotament del vaixell. El dia 17 de setembre del 2013, l'operatiu encarregat de redreçar el vaixell es posà en marxa. Amb un cost total de 600 milions i una durada de 19 hores, el vaixell va ser col·locat sobre d'una plataforma provisional per tal de mantenir el vaixell en la posició correcta, corregint l'inclinció de gairebé 70 graus en la que estava.
El 28 de juliol de 2014 el Costa Concordia va ser remolcat fins al Port de Gènova, on fou desmantellat definitivament.